# Міжштатна автомагістраль 17
Міжштатна автомагістраль 17 (Interstate 17, I-17) — міжштатне шосе з півночі на південь, що проходить повністю в межах штату Аризона США. Південна кінцева зупинка I-17 знаходиться у Феніксі, на I-10, а північна кінцева зупинка – у Флагстаффі, на I-40.
Більша частина I-17 знана як «Шосе Ветеранів Аризони». У столичному районі Фенікса вона здебільшого знана як автострада Чорного каньйону, однак південна 6,69 кілометра є частиною автостради Марікопа. Частину шосе на південь від озер Кордес було побудовано вздовж траси SR 69, в той час, як північна частина була побудована вздовж старої траси SR 79.
I-17 є однією з наймальовничіших міжштатних магістралей, оскільки вона набирає понад 1,6 км, на висоті між Фініксом на 0,34 метра і Флагстафф на 2,14 м. Уздовж маршруту шосе є кілька мальовничих з’їздів, які виходять на численні гори та долини на півночі Аризони.

## Опис маршруту
I-17 знана як автострада Чорного каньйону від північного кінця столичного району Фенікс до точки 2,2 милі (3,5 км) на південь від розв’язки The Stack з I-10 на північний захід від центру міста Фенікс. (Більшість цієї частини супроводжується прикордонними дорогами, які мають назву шосе Чорний каньйон, щоб відрізняти їх від статусу автостради.) На кривій Дуранго на південний захід від центру міста, між 19-м Розв’язка Avenue та Buckeye Road, вона бере назву Maricopa Freeway аж до південної кінцевої зупинки на другому перехресті I-10. Це одна з головних автомагістралей столичної області. Він має дві розв'язки з I-10 у Феніксі.
I-17 має незвичайну відмінність, починаючись приблизно біля кілометрового стовпа 194 замість верстового стовпа 0. Це пережиток старої системи маркування кілометрових стовпів в Аризоні, де розгалужений маршрут продовжував би нумерацію кілометрових стовпів свого початкового хоста замість того, щоб починати з нуля. I-17 успадкував розташування кілометрових стовпів від SR 69, яку автострада замінила між Феніксом і Кордес-Джанкшен. SR Мільпост 69 був таким, що збігався з США 89 's mileposting, який був 201.6, де перетиналися два маршрути. Коли I-17 був побудований, наявний стовпчик для SR 69 було збережено.
I-17 має незвичайну відмінність у тому, що починається приблизно зі 194-го кілометрового стовпа замість 0-го. Це пережиток старої системи позначення кілометрових стовпів в Аризоні, де розгалужений маршрут продовжував би нумерацію кілометрових стовпів свого початкового хоста, замість того, щоб починати знову з нуля. I-17 успадкувала розташування кілометрових стовпів від SR 69, яку автострада замінила між Феніксом і Кордес-Джанкшен. Позначка SR 69 була такою, що вона збігалася з позначкою US 89, тобто 201.6, де перетиналися два маршрути. Коли I-17 була побудована, наявний стовп для SR 69 був збережений.

## Галерея

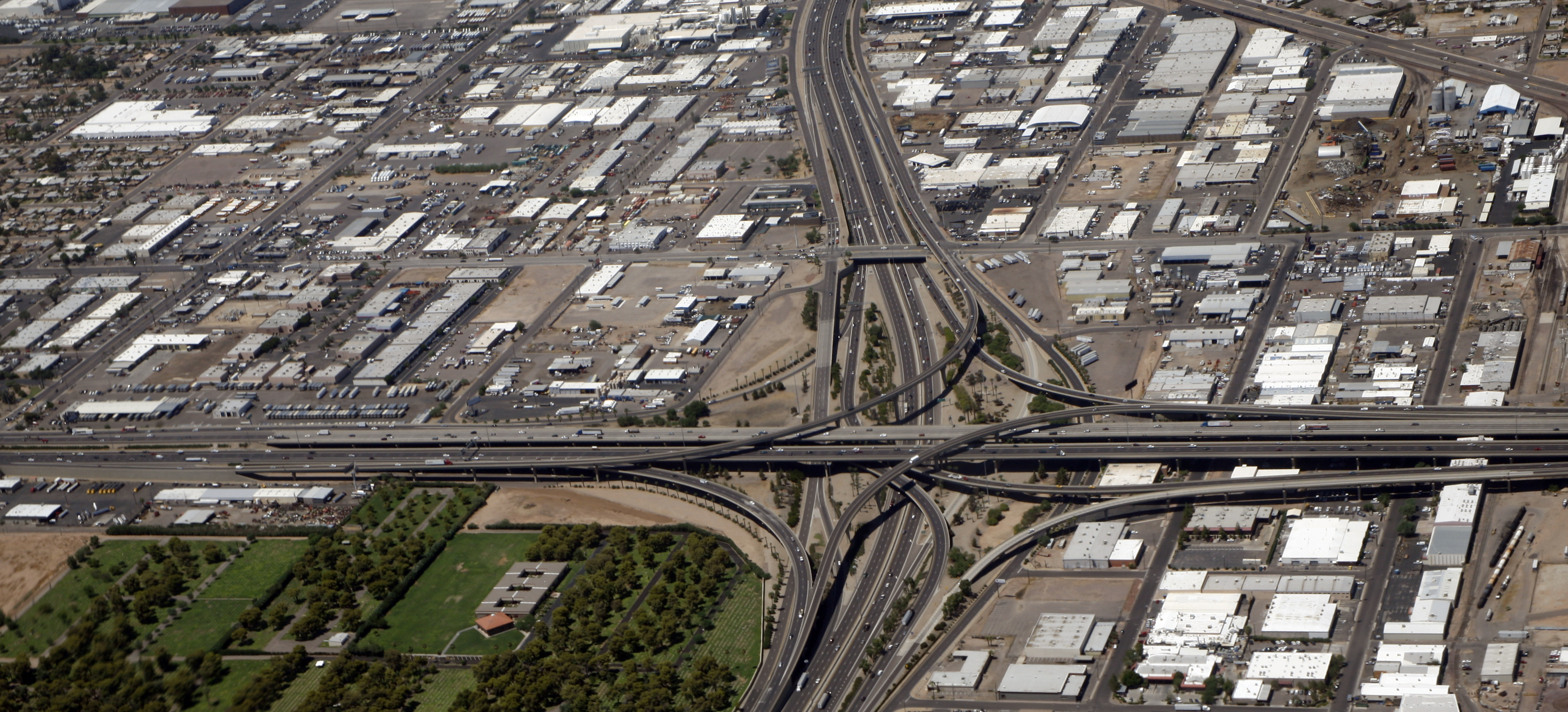
Перетин I-10 та I-17. Вид на північ, на I-17, центр Фенікса.
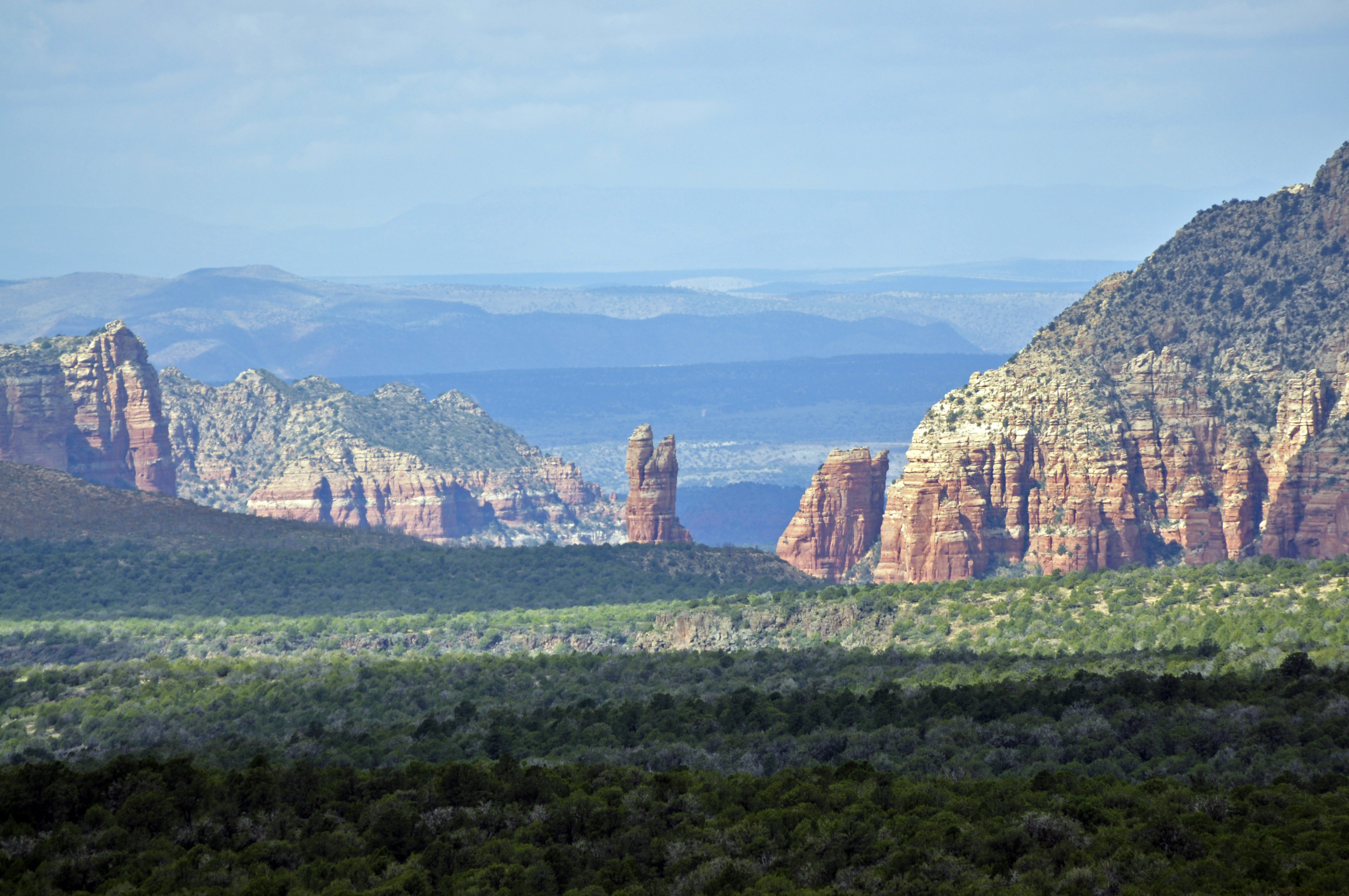
Вид на Червоні скелі Седони з I-17, на південь від парку Мандс
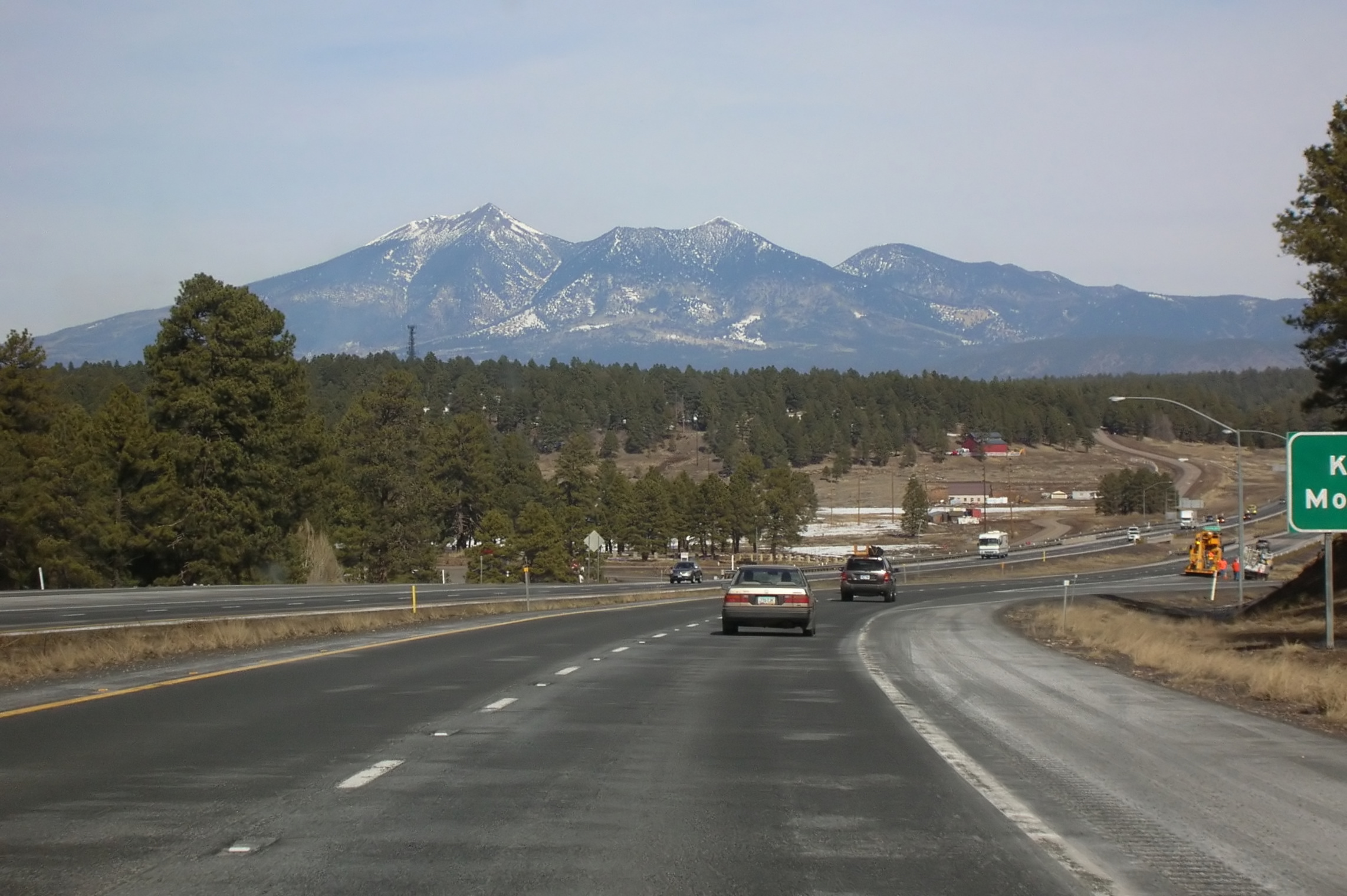
I-17 біля Флагстаффа
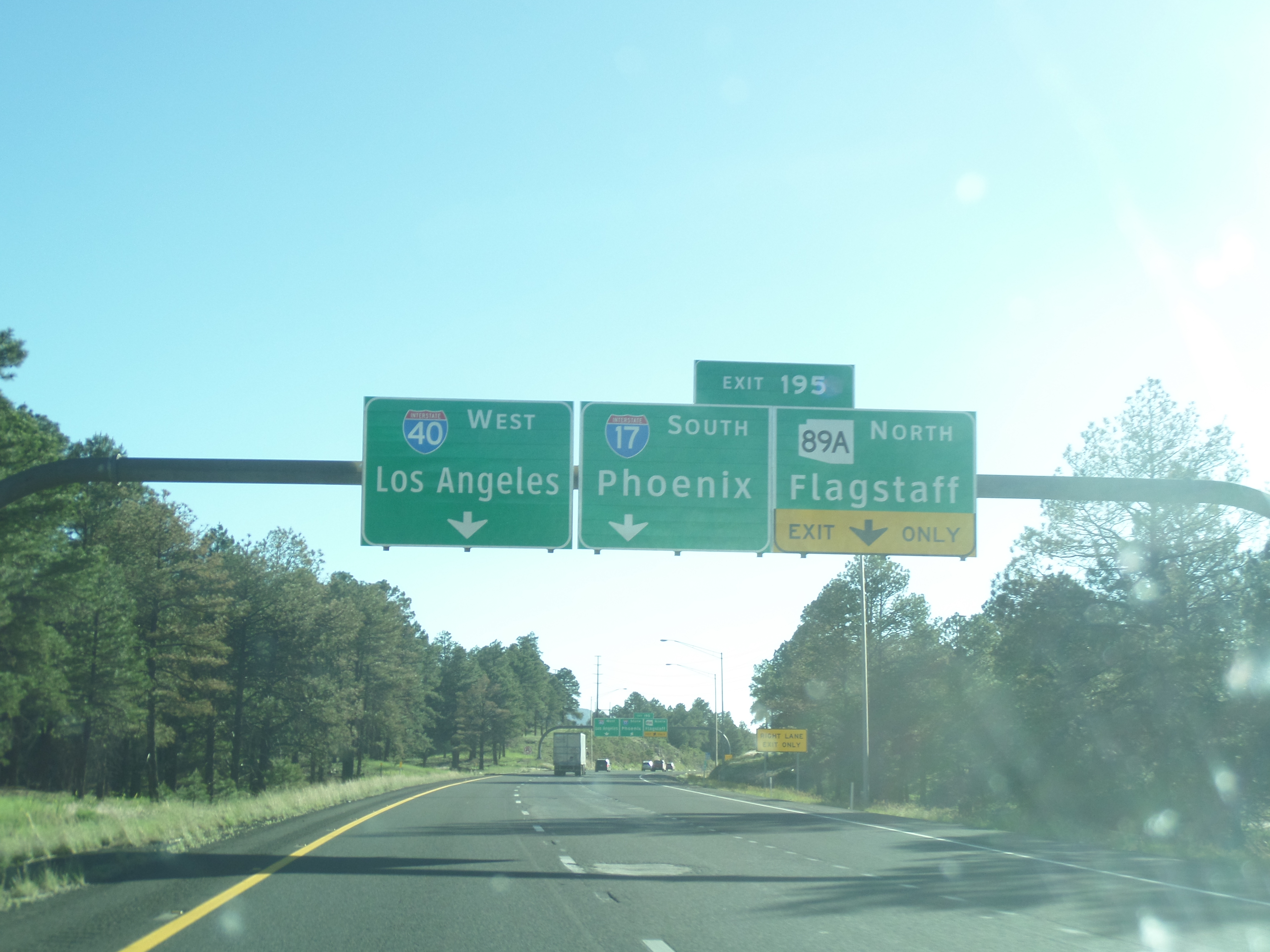
Північна кінцева розв'язка на I-40 у Флагстаффі

## Історія
У 1936 р. SR 69 було встановлено як державний шлях від Фінікса на північ до Прескотта. Дорога була завершена до 1940 року до Прескотта. У 1954 році новий маршрут на північ до Флагстаффа було засновано як SR 79. До 1961 року дорога від Фенікса до Флагстаффа була створена, але не за міжштатними стандартами. До 1971 року I-17 було завершено від Фенікса на північ до Кемп-Верде, де коротка ділянка не була завершена за стандартами. Ділянка від SR 279 (тепер SR 260) на північ до SR 179 також була завершена. Найбільша ділянка, яку ще належить завершити, була від SR 179 на північ до Флагстаффа. Ця ділянка все ще була лише двосмуговою дорогою, але на перехрестях вона мала повні транспортні розв’язки. Частина від I-40 на південь до муніципального аеропорту Флагстаффа на той час була завершена.
У 1993 році були пропозиції продовжити I-17 до I-15 в Юті.
Існуючу розв’язку з Happy Valley Road у Феніксі було перетворено на розбіжну алмазну розв’язку (DDI). Проект був завершений восени 2020 року..

## Майбутнє
Через збільшення трафіку на вихідних на I-17 між районом Фенікс і північною Аризоною, ADOT планує розширити 34-милі (55 км) ділянка автостради між Anthem і Sunset Point Rest Area. Поточний проміжок має лише чотири смуги завширшки, і на вихідних у нього часто виникають затори, оскільки автомобілісти їдуть до та з Седони, Флагстаффа чи інших високогірних місць. Третя смуга буде додана в обох напрямках між Anthem і Black Canyon City, але через гористий рельєф на північ від Black Canyon City до Сансет-Пойнт дві гнучкі смуги будуть додані на окремій проїжджій частині поряд із існуючими смугами на південь. Смуги розподілятимуться залежно від напрямку пікового руху. Ворота або подібний механізм контролюватимуть доступ до цих смуг. Будівництво планується розпочати у 2022 році, а завершити у 2025 році.